# Sonarp
Sonarp är en ort i Bromölla kommun i Skåne län belägen i Näsums socken.
Byn utgörs av ett fåtal gårdar. Angränsande by norrut heter Ljungryda och söderut Sibbarp. Öster om Sonarp flyter Holjeån genom Sibbarpsdalen. På andra sidan dalen ligger Östad.